# Главна гара (Варшава)
Главната гара (на полски: Dworzec Główny) във Варшава е бивша железопътна гара, обслужвала основния пътникопоток в града до Втората световна война.
Монументалната сграда е сред най-модерните и най-големите железопътни станции в Европа. Тя е разположена по протежение на Йерусалимските алеи, между улиците Маршалковска и Емилия Платер.
Пероните на гарата са подземни и обслужват 12 трасета, включително и четирите платна на Варшавската Диаметрала. Над подземните платформи е издиганата сграда с три зали: чакалня, сектори пристигащи и заминаващи. Сградата е проектирана като представителна сграда, визитка за Варшава и Полша. Фасадата е проектирана в минималистичен стил с елементи ар деко, докато интериора е богато украсен с фрески, стъклопис, скулптура и картини.
Концепцията за обща станция за всички железопътни линии във Варшавската агломерация е създадена през втората половина на ХІХ век. След като Полша възвръща независимостта си, Сеймът решава да отпусне средства за реконструкцията на железопътния възел в столицата и подмяна на малката централна гара с нова. Въпреки обявяването на конкурс за архитектурен проект за изграждането на нова централна гара строителство не започва и е построена само временна дървена станция.
Накрая, през 1932 г. започва изграждането на станцията, проектирана от Чеслав Пжибилски и Анджей Пшенички. През 1938 г. част от сградата е пусната в употреба като основна станция за диаметралната линия. През юни 1939 г. в резултат на пожар все още недовършена станция е силно повредена, а част е опожарена напълно. Няколко месеца по-късно сградата претърпява по-нататъшно увреждане по време на бомбардировките на Luftwaffe. Временно възстановена от германските власти, гарата отново е обстрелвана през варшавското въстание. През януари 1945 г., сградата е взривена от германските войски, а след войната останките са доразрушени.
Днес нейните подземни платформи се използват от метростанция в градския център на Варшава, а функцията на централна гара е напълно поета от новоизградената на няколкостотин метра западно Варшава Централна.

## История
През деветнадесети век Варшава се превръща във важен транспортен център на пет от железопътните линии със стратегическо значение. Въпреки това, те работят почти самостоятелно и всяка една от тях е обслужвана от отделен тип станция. Единствено връзка към съществуващата линия е построена за нуждите на руската армия посредством железопътно-шосейния мост във Варшавската Цитадела.
Първата концепция на обща станция за всички железопътни линии във Варшава е създадена през 1879 г. Основаната през 1845 г. във Виена станция, свързана с Варшавската железница, също вече е твърде малка за нуждите на пътническия трафик в развиващия се град. През 1890 г. е предложен план, според който предназначението на съществуваща сграда да бъде само за слизането на пътниците и да бъде създадена нова станция за заминаващи, но въпреки резултатния конкурс планът никога не е била приложен в действие. В крайна сметка, една година по-късно е проектирана изцяло нова централна жп гара от Йозеф Хус и Чеслав Доманьевски. През 1900 г. ер построен приземния етаж с гаровата чакалня, необходимо да се изпълняват функцията на сградата за пътници, идващи до Варшава.
Изпълнението на плановете за създаване на централна станция за всички железопътни линии в града е разрешено само след реконструкция на жп възел-Варшава, което стартира през 1921 г. Това води до необходимостта от разрушаване твърде малката жп гара. На нейно място започва да се строи нова централна станция за столицата
До изграждането на съществуващата станция е била да бъде допълнено с дървена „Времена Централна гара“, проектиран през 1919 г., от Тадеуш Зелински и Максимилиан Бистидженски. Станцията е реализирана в годините 1920 – 1921 в северната част на съществуващото от първата половина на ХIХ век гара. Тя трябва да служи на жителите на столицата от максимум десет години, но оцелява до края Втората световна война През 1921 г. Комисията по реконструкцията на възела във Варшава в Министерството на съобщенията обявява конкурс за проектиране на обект Централна гара. Постъпва предложение за утилизиране на всички принадлежащи на полските държавни железници сгради между улиците Маршалковска, Хмелна, Товарова и Йерусалимска.
В същото време, в периода 1919 – 1929 броят на жителите се е увеличава със 17% (до 1 093 000 души), а железопътния транспорт с до 70%. Докато през 1913 г., броят на пътническите влакове, пристигащи всеки ден до Варшава е около 200, то през 1926 г., превишава 270, а през 1936 достига 550. В пиковите часове на основните направления на влакове пристигат на всеки 50 секунди, Следователно, необходимостта да се върне към идеята за разширяване на Варшавския железопътен възел и отделяне на пътническия от товарния трафик става неотложна. През 1928 г. Министерството връща на идеята за изграждане на централна станция за Варшава, назначена е комисия, чиято задача е да разработи насоки за бъдещи станции и на съответните проучвания.

### Предложения за централна гара
През 1930 г. Министерството на железниците обявява нов конкурс за проектирането на нова железопътна станция и са подготвени регламентите за строителството на железопътната линия и метростанция. Представените проекти предполагат да се усвои цялата площ между улиците Маршалковска и Халубинска, като са създадени началните етапи на трасето на мястото на днешния булевард Йоан Павел I. Министерството изисква новата станция да получи висока производителност. Планувано е трасе от12 коловоза и 6 платформи по протежение ул Хмелна. Това би облекчило придвижването на запад. Също така гарата следва да обслужва крайградските линии.: крайните коловози от всяка страна са предвидени да се използват за местния трафик, докато вътрешните са отредени за междуселищни и международни дестинации 
По принцип инициаторите на изграждането на Главна гара искат сградата да се превърне в основен обществен транспортен център и да бъдат свързана с планираната тогава Метролиния Варшава. Под жп линията трябва да се изградят билетни гишета за туристи, които се прехвърлят от метрото на гарата, а също така и на изхода на гарата в посока на коридора, водещ до метростанцията. Входните тунели на Варшавската диаметрална линия са предвидени за изграждане точно преди кръстовището на пътните артерии Йерусалимска и Маршалковска, като площта, заета от станцията трябва да се отдели с дълбок ров, заобиколен от стени. За да се създадат условия за конкуренция конкурсът приема проекти в два варианта. В първия се насърчават от Министерството по-евтини за изпълнение проекти, според които разкопките да останат в открит вид, и да се покрият само железопътните виадуктите под улиците Познанска, Велика, Емилия Платер и Хмелна, както и разрушаване на домовете с номера 70 и 72. Според втория вариант, подкрепен от столичната община, на изток железопътните линии трябва да бъде покрита с бетонна плоча, върху която да се изгради площад.
Постъпват общо 37 проекта за железопътния възел, гарата и оформлението на района около тях. Журито, председателствано от Александър Васютински дава три първи награди от $ 30 000 всеки, За да се подпомогне работата по архитектурния проект е потърсена помощта на професора от Варшавския технически университет Чеслав Пжибилски  по чиито проекти са изградени също сградите на Централното земеделско дружество, Полския театър, Националния институт по хигиена и на Министерството на военните дела. Ректор на Университета е Aнджей Пшенички. На 19 януари 1931 г. преработения проект беше представен за одобрение от министър Алфонс Кухнов, и на 4 февруари същата година той е одобрен за изпълнение.

### Проект на Пжибилски
Според градоустройствения план в пресечната точка на Маршалковска и Йерусалимска, на мястото на бившата виенска и над тунела на диаметралата е плануван за създаване обществен площад, фланкиран северно от новопостроен шестнадесет етажен хотел с височина 56 м, офис сгради, чиято задача е да скрие задните стени на къщите на улица Хмелна с номера 41 – 49. В крайна сметка разрушаването и цената прави тази част от проекта икономически неизпълнима. Все пак площад от 4,256 дка е изграден и той се превръща в най-големия обществен площад във Варшава, по-голям от Пилсудския площада пред Саксонския дворец. Базиран на квадратна бетонна плоча, покриваща пистата, на него са направени два изхода от подземната част на станцията с размер 0,2 хектара всеки, през които излизат коловозите. Между тях е изграден виадукт, свързващ улиците Велика и Познанска. На север от сградата, на ул. Chmielnej, е изграден паркинг.
Модернистична сграда на главната железопътна гара е проектирана в стила на функционализма. В сутеренът са предвидени перони, с дължина 300 м, под окачен таван на височина 8 м. През страничните галерии се улеснява преходът от платформа на платформа, както и изходите към южната фасада и улица Йерусалимска, главната автобусна спирка на Хмелна, хотела и бъдещата метростанция на Маршалковска.
Приземният етаж, облицован с piaskowca приютява пътникопотока. От страната на ул. Хмелна се намира зала за пътници, пътуващи до Варшава с изходкъм ул. Емилия Платер. От страна на Йерусалимска е планирана голяма зала с 32 билетни гишета пътници от крайградските и междуградски линии. Между тях, по оста на сградата, проф. Пжибилски залага отделна зала за заминаващи, със стълби, водещи директно към платформите.
На партерния етаж, както и отчасти също на първия етаж, са открити множество магазини, заведения за бързо хранене, два ресторанта и търговски помещения. Планирани са и помещения за поща, телефон и телеграфен офис, митница, бръснар, баня, туристически информационни бюра, параклис, както и над двеста метрова стая за посрещане на официални лица, посетители, срещи и конференции, организирани в столицата. На втория, третия и четвъртия етаж са проектирани канцеларии с обща площ от 2,426 квадратни метра.
Като цяло, сградата се превърна в един от най-големите железопътни гари в Европа: тя заема около 11000 квадратни метра и в крайна сметка е достигнат обем от 280 000 кубични метра. Само зала „Заминаващи“ има обем от 33 000 кубически метра.
Декорациите на монументалната сграда трябва да съчетават естетика с минимални елементи от art déco. Тази обществена сграда е витрина на столицата и на цялата страна. Поради тази причина, вътрешността на станцията е трябвало да бъдат облицовани с клинкер и камък (долната част), и богато украсена в съответствие с модерните тогава тенденции в декорацията. Най-важните стаи също са оборудвани с картини и скулптури на известни полски художници. Настилките в лобито са облицовани с marmurem, в останалата част на сградата се използва каменни плочи, изкуствен камък и керамика. Само стълбите и платформите остават покрити със стоманобетон.
В залитеса инсталирани алегорични скулптури на Йозеф Клуковски, символизиращи занаятите и керамични релефи на полските блага от Фелициан Шчесни-Коварски. Плануванао е залата за специални гости да бъде оборудвана със стъклопис, илюминиран от преподавателя в Варшавската академия за изящни изкуства Мечислав Юргилевич, както и с представителен портрет на Йозеф Пилсудски с автор Станислав Грабовски, но декорът не е завършена преди избухването на войната. Сводовете на тунелите и метропомещенията е планирано да се защитят с модерни окачени тавани от азбест.

### Строителство
Строителството на представителната станцията започва през 1932 г., Работата е планувана да се извършина три етапа, така че да не пречи на изграждането на warszawskiej linii średnicowej. Работата по тунелите продължава от края на 1929. а до края на 1938 са реализирани две от планираните четири подземни коловози. Първоначално, станцията трябва да има осем подземни коловоза и платформа с 13 220 квадратни метра използваема площ. След приключване на другите два коловоза на подземната железопътна линия започва строителство на участък с четири платна В резултат на използваемата площ на сградата е увеличава с повече от 2000 квадратни метра.
В последния етап са изградени офис сгради и хотели по ул. Хмелна. Демонтирани са части от старата виенска гара,. а на мястото на западната кула на старата сграда е издигната нова. На 2 септември 1933 е приключен тунела на Диаметралата и е пуснат първия парен влак, а на 15 декември 1936 – първата електрическа мотриса. След завършването на първата фаза на работа в тунелите, работата по изграждането на бъдещата станция е значително ускорена
За времето на строителството на югозапад от хотел „Polonia“ съществува Временна станция. с дървен корпус и бетонен панел. Сградата е проектирана в отдел на Министерството на съобщенията, а е построена от компанията на Т. Годлевски – само за три месеца, между юни и септември 1933. Покрита с плосък покрив, сграда е общо 1200 квадратни метра, от които 400 се падат на почти седем метра висока зала за пътници. Останалата част на временните структури са високи 3 метра. Станцията разполага с четири стълбища, водещи до платформите, шест офиса на билети и четири електрически асансьора за багаж. Сградата с измазана отвън и отвътре, стените са покрити с дървена ламперия и накладки. В основата има стоманобетонна плоча – част от площада на временна и по-късно постоянна станция Частично под нея и отчасти в разкопките под открито небе, в посока на днешната ул. Емилия Платер са изградени временни платформи. В края също е построен малък павилион, използван за посрещане официални посетители във Варшава.
И двете подземни и надземни част на станцията са били направени в изграждането на стоманобетон, като за полагането му са били използвани 10000 тона стомана. Рамките за прозорците са изработени от мед.
Въпреки продължаващата довършителна работа гарата започна да изпълнява представителни функции. В подземната част са посрещани чужди национални делегации. Така на 28 юни полския президент Игнаци Мошчицки и маршал Едвард Ридз-Шмигли посрещат краля на Румъния Карол II, който пристига в столицата с принц Михай. По този повод недовършените стени на сградата са закрити със зеленина и знамена, носещи кралският монограм; подът на сградата и на перона са застлани с килими.
През 1938 г. пътниците вече ползват завършената част от Главната железопътна гара. На 18 февруари 1939 генерал Йозеф Кордян-Заморски, представител на Националната полиция приветства гостите на Варшава начело с Райхсфюрер-СС Хайнрих Химлер. До средата на 1939 е завършена и въведена в експлоатация и подземната част, а довършителните работи по останалата част на сградата са завършени

### Унищожаване на гарата
В 6 часа сутринта 6 юни 1939 г. в сградата на гарата избухва пожар, предизвикана от попадане на искра от заваръчни машини върху корковата изолация на стените. Високата температура деформира някои части на металната конструкция на покрива и събаря някои от бетонните стени. По време на гасенето на пожара върху пожарникарите се срутва покрива и един от тях – Ян Соколик, е починал на място, погребан под развалините, а няколко други са ранени. Първоначално има подозрения, че това е акт на немски или съветски саботаж, но в крайна сметка съдът за произнася в полза на твърдението за неспазване на правилата за безопасност от петима служители, извършващи заварки в станцията. В резултат на пожара е спряно движението на влаковете в тунелите от диаметралната линия. и не е възстановено до избухването на Войната
Докато трае Септемврийската кампания гарата е повредена по време на въздушни бомбардировки над Варшава. В първите седмици на немската окупация гарата е временно ремонтирани от нацистката власт, но нов пожар изгаря сградата до основи.
Сградата е била прехвърлена на Генералната дирекция на Източните железници и се управлява под германското название Warschau Hauptbahnhof. Площадът е превърнат в паркинг за германските военни превозни средства, а в предната част на хотела до гарата е построена казарма за немските войници, преминаващи през Варшава. В сградата на гарата по време на окупацията действа кафе „Митропа“ само за германци.
По време на Варшавското въстание край гарата има тежки боеве. Въпреки това, след предаването на бунтовническите сили, през януари 1945 г., железопътната линия е минирана и взривен от немски войски. В същото време изгаря и временната станция на ул. Хмелна от 20-те години и в непосредствена близост до неговия павилион на старата жп гара. Рамковата конструкция на залите не се разпада въпреки експлозиите. и е запазена като част от подземните перони на гарата

### Епилог
Останките от железопътната станция „Гловна“ се разглобяват след войната. и нейните функции са поети от временна станция Warszawa Osobowa след 23 юни 1949 Окончателно разчистване на руините на старата централна гара е завършено едва през 1952 г. по време на строителните работи по изграждането на Двореца на културата и науката. Wtedy też przykryto cały teren betonową płytą, na której urządzono tereny zielone. Върху останките на подземните платформи на оригиналния станция през 1955 г. е създадена новата станция Warszawa Śródmieście, проектирана от Арсениуш Романович и Пиотр Шима̀няк
Метростанцията в продължение на няколко години не функционира, довършителните работи са започнали едва през 1960 г., и в крайна сметка тя е пусната в употреба през 1963 г., като се използва главно за да се справи с крайградския трафик. Функцията на главна гара във Варшава е поета през 1975 г. от построената на няколкостотин метра на запад Централна железопътна гара (Варшава).